# Ana Mena

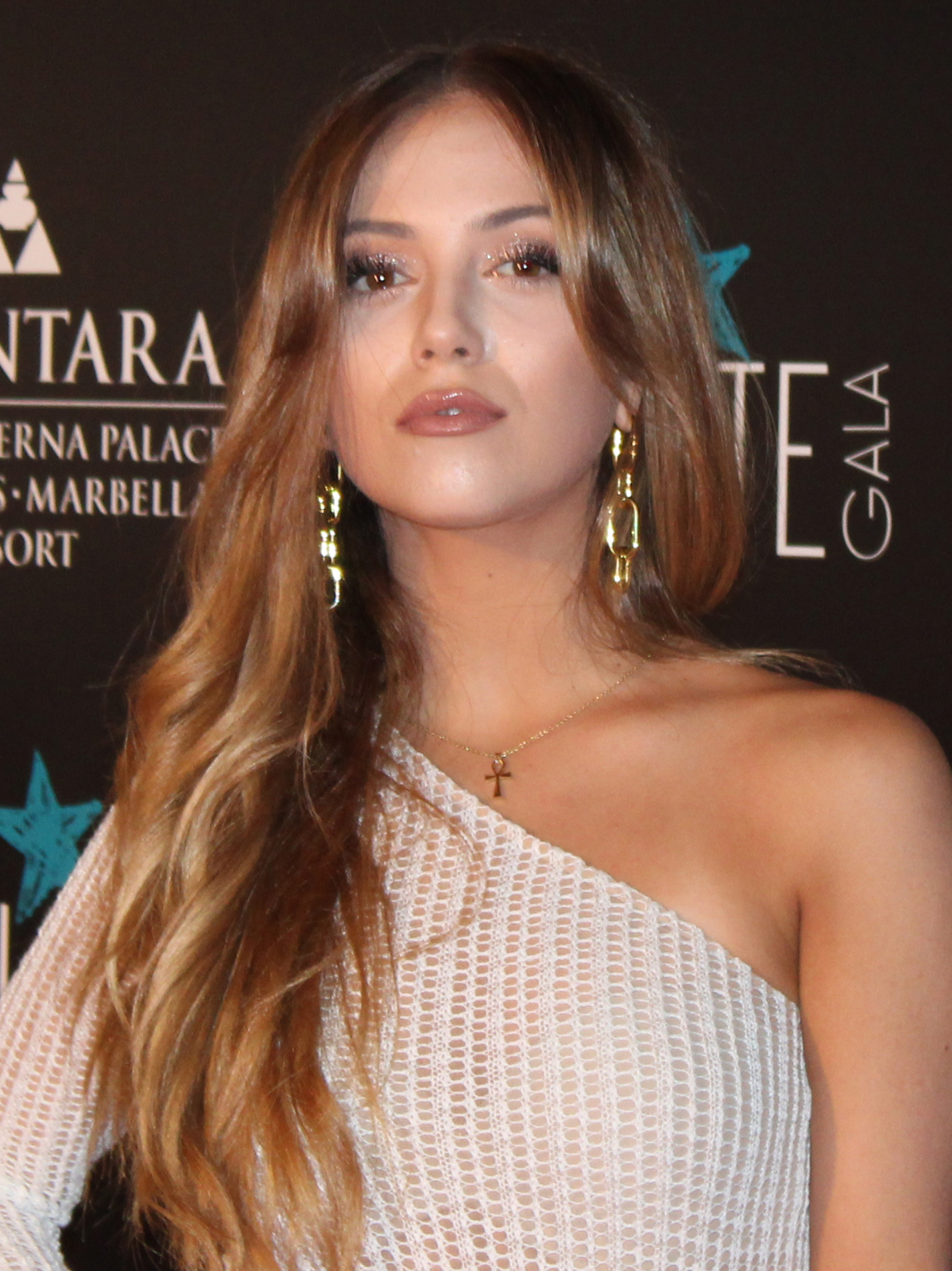
Ana Mena (2019)

Ana Mena Rojas (ur. 25 lutego 1997) – hiszpańska piosenkarka muzyki pop i dance i aktorka.

## Dyskografia

### Albumy
- „Index” (2018)[2]
- „Bellodrama” (2023)

### Single
- 2016 – No soy como tú crees
- 2016 – Loco como yo
- 2016 – Se fue
- 2017 – Ahora lloras tú (z CNCO)
- 2017 – Mentira (z RK)
- 2018 – Ya es hora (z Becky G i De La Ghetto)
- 2019 – D'estate non vale (z Fred de Palma)
- 2018 – Pa' dentro (z Sean Kingston)
- 2018 – A quien quiera escuchar (z Maldita Nerea)
- 2019 – El chisme (z Nio García i Emilia)
- 2019 – Ahí (z Thalía)
- 2019 – Una volta ancora/Se Iluminaba (z Fred de Palma)
- 2019 – Se te olvidó (z Deorro)
- 2019 – Como el agua (remiks, z Omar Montes)
- 2020 – Sin aire
- 2020 – La pared (z DELLAFUENTE)
- 2020 – A un passo dalla luna/A un paso de la Luna (z Rocco Hunt)
- 2021 – Solo (z Omar Montes i Maffio)
- 2021 – Un bacio all'improvviso/Un beso de improviso (z Rocco Hunt)
- 2021 – Sol y mar (z Federico Rossi)
- 2021 – Música ligera
- 2022 – Duecentomila ore/Cuando la noche arriba
- 2022 – Quiero Decirte (z Abraham Mateo)
- 2022 – Mezzanotte/Las 12 (z Belinda)
- 2022 – Ave de Paso (z Pablo Alborán)
- 2023 – Un clásico
- 2023 – Me he pillao x ti (z Natalia Lacunza)
- 2023 – Lentamente
- 2023 – Me enamoro
- 2023 – Viva El Amor! (z Paola & Chiara)
- 2023 – Acquamarina (z Guè)
- 2023 – Melodia Criminal/Criminal (z Fred de Palma)
- 2023 – Aventura (z Zabdiel)
- 2023 – Antes de Novios (z Mario Bautista)
- 2023 – Madrid City
- 2023 – Diles (z Malú)

## Filmografia

### Filmy
| Rok  | Tytuł                        | Rola                | Uwagi   |
| ---- | ---------------------------- | ------------------- | ------- |
| 2009 | Marisol, la película         | Pepi                | film TV |
| 2011 | Skóra, w której żyję         | młoda Norma Ledgard |         |
| 2018 | Viaje al cuarto de una madre | Bea                 |         |

### Seriale
| Rok       | Tytuł         | Rola               | Uwagi   |
| --------- | ------------- | ------------------ | ------- |
| 2010      | Supercharly   | Verónica Navarro   | 5 odc.  |
| 2013–2014 | Vive cantando | Paula Ruiz Almagro | 25 odc. |
| 2022      | Nowy Eden     | Judith             | 3 odc   |